# Laura Redi
Laura Redi, nome d'arte di Laura Corvisier Reder (Reims, 8 gennaio 1920 – Roma, 12 marzo 2002), è stata un'attrice italiana.

## Biografia
Italiana nata in Francia, esordisce col nome d'arte di Lalette Reder nel film Marcella di Guido Brignone del 1937 in un ruolo minore. Nel 1942 il regista Augusto Genina la sceglie per il ruolo di Maria detta "Fanny" nel film Bengasi accanto a Fosco Giachetti.
Negli anni settanta appare in diversi sceneggiati televisivi.

## Filmografia parziale

### Cinema
- Marcella, regia di Guido Brignone (1937)
- Bengasi, regia di Augusto Genina (1942)
- Mater dolorosa, regia di Giacomo Gentilomo (1943)
- Incontri di notte, regia di Nunzio Malasomma (1943)
- La signora in nero, regia di Nunzio Malasomma (1943)
- Nessuno ha tradito, regia di Roberto Bianchi Montero (1952)
- 15 forche per un assassino, regia di Nunzio Malasomma (1967)

### Televisione
- La donna di picche, regia di Leonardo Cortese - miniserie TV (1972)